# Artemii Prîseajniuk
Artemii Vasîlovîci Prîseajniuk (în ucraineană Артемій Васильович Присяжнюк; n. 14 septembrie 1947, Cruglic, raionul Nistru, RSS Ucraineană, URSS – d. 12 februarie 2017, Cernăuți, Ucraina) a fost un artist ucrainean, monumentalist. La începutul carierei, preocupările sale au inclus arta monumentală, țesutul artistic, pictura de șevalet și sculptura. Mai târziu, spre sfârșitul carierei, pictura în domeniul artei non-figurative a devenit principala direcție creativă. A luat parte la multe expoziții și reprezentații, atât ucrainene, cât și internaționale. Lucrările sale se află în cadrul Muzeului de Artă din Cernăuți, Muzeul V. Ivasiuk, precum și în colecții private.
A fost membru al Uniunii Naționale a Artiștilor din Ucraina (1990) și a deținut titlul de Artist Onorat al Ucrainei. 

## Biografie

### Copilărie
Artemii Prîseajniuk a studiat la școala secundară din Kruglet. În 1965, după ce a terminat școala, a început să lucreze ca profesor de desen.

### Educație și carieră
Între 1967 și 1971, a studiat în cadrul Școlii de Arte Aplicate din Vijnița (acum Colegiul de Arte Aplicate „V. Yu. Șkribleak” din Vijnița), departamentul de design artistic pentru produse industriale din metale și plastic. Acolo a început să stăpânească sculptura, monetăria, și sculptura în lemn.
După absolvirea școlii, în 1971, a început să lucreze în cadrul Fabricii de Transformatoare din Hmelnîțkîi, făcând parte din biroul de design. Începând cu 1972, a lucrat la Combinatul de Artă și Producție din Cernăuți, acolo unde s-a dedicat sculpturii, gravurii, și vitraliilor.
Între 1974 și 1979 a studiat în cadrul Institutului Național de Arte Aplicate și Decorative din Liov, absolvind cu onoruri. În aceeași perioadă s-a familiarizat cu operele lui Danîlo Dovboșînskîi și Karl Zvirînskîi, care lucrau în cadrul institutului la acel moment, și au avut o mare influență asupra formării structurii compoziționale a operelor sale ulterioare.

### Perioada 1980-1990
După ce a absolvit Institutul din Liov în 1979, Artemii Prîseajniuk s-a mutat la Cernăuți, unde a început să muncească pentru Fondul Artistic din cadrul Uniunii Artiștilor Ucraineni din Cernăuți. Prima lucrare a fost o pictură în restaurantul „Dniester” (1980). Ulterior, ciclul monumental „Arta din Rusia Kieveană” a fost realizat în restaurantul „Kyiv” (1983).
În 1982 a creat mozaicul „Înflorește, Bucovino!” în Cernăuți. În 1986, Prîseajniuk a realizat o gravură monumentală pe fațada Casei de Cultură din satul Tărășeni, regiunea Cernăuți. În același timp, artistul s-a implicat activ în propria educație, în direcția practicilor moderne artistice.
La sfârșitul anilor 1980, Artemii Prîseajniuk, aflat la apogeul carierei sale creative, a realizat un număr semnificativ de schițe pentru opere monumentale. Duzini de panouri monumentale, picturi, geamuri cu vitralii și tapițerii au rămas nerealizate din cauza crizei economice și destrămarea ulterioară a Uniunii Sovietice. Majoritatea schițelor au supraviețuit și se află în colecția familiei artistului. Artemii Prîseajniuk a primit cea mai mare recunoaștere în acei ani pentru operele sale în domeniul țesutului artistic. În 1990, utilizând tehnica țesutului artistic, o perdea țesută de dimensiuni mari a fost realizată în cadrul Casei Municipale de Cultură, din Pervomaisk, regiunea Mîkolaiiv.

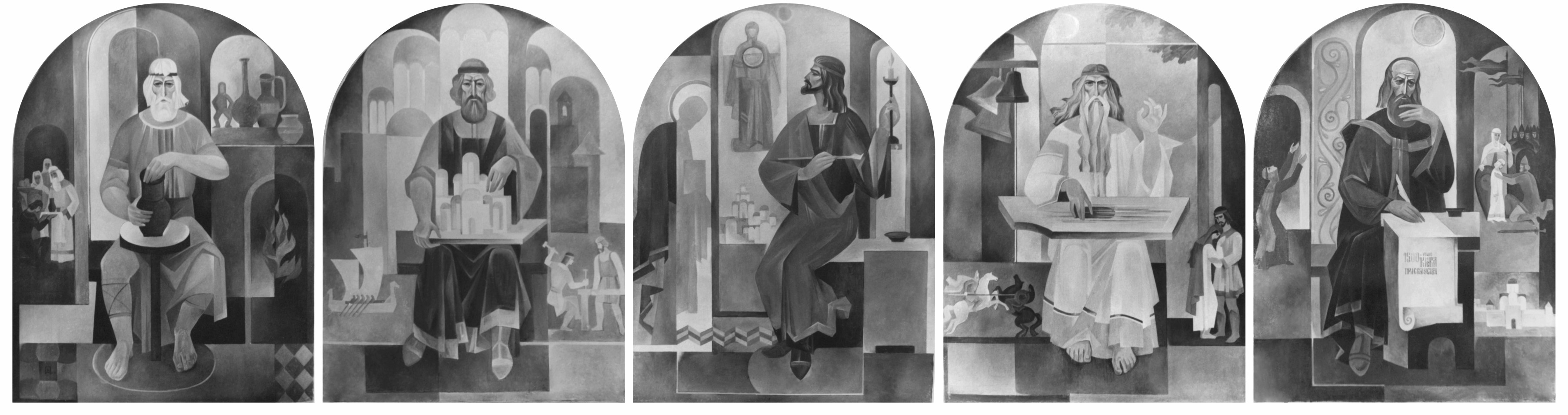
Artemii Prysiazhniuk. Pictura monumentală „Arta Rusiei Kieviene” în restaurantul „Kiev”, Cernăuți

### Perioada 1990-2000
Începând cu anii 1990, Artemii Prîseajniuk s-a concentrat asupra picturii, experimentând cu diverse genuri și tehnici. Operele din această perioadă demonstrează tranziția artistului, de la convenționalitate la prezentarea formelor din lumea reală, un nivel de mai mare de decorativitate și platitudinea elementelor. Operele sunt construite pe baza clarității ritmurilor lineare, simplității puriste, și contururilor expresive. Suprafața pitorească a acestor opere obține astfel texturi categoric tangibile.
Pe lângă pictură, a creat câteva plăci memoriale, dedicate faimoasei Bucovina și personalităților ucrainene. 

### Perioada 2000-2010
Operele realizate între 2000 și 2010 demonstrează reflecția stărilor emoționale și percepția asupra evenimentelor moderne prin asocieri, proporția petelor de culoare, jocul cu diverse texturi și forme etc.

### Perioada 2010-2015
În această perioadă, operele lui Prîseajniuk demonstrează o tranziție către compozițiile abstracte. Își formează propriul stil de pictură, deja ușor de recunoscut, unde textura devine parte integrală a culorii, iar straturile de vopsea adaugă profunzime și complexitate.
Artemii Prîseajniuk realizează și opere minimaliste. În 2012, este diagnosticat cu o boala incurabilă. A reușit să trăiască încă aproape cinci ani, datorită unei operații riscante și unui tratament complex, cu multiple etape. Artistul a continuat să muncească și a realizat un ciclu de picturi non-figurative, această perioadă devenind „scena” pentru cea mai productivă realizare a ideilor de pictură.

## Opere principale
- Pictură în restaurantul „Dniester” (1980)
- Mozaic „Înflorește, Bucovino!” (1982, realizat împreună cu Ivan Vihrenko)
- Pictură „Arta din Rusia Kieveană” (1983)
- Tapițerie triptică „Muzică” (1988)
- Tapițerie diptică „Armonie” (1988)
- Pânză „Cine ne va proteja” (1988)
- Pânză „Internat” (1988)
- Tapițerie „Prânz (dedicată părinților)” (1989)
- Pânză „În memoria celor nenăscuți” (1990)
- Pânză „În prag” (1990)
- Pânză „Cernăuți”. August 88” (1990)
- Tapițerie „Perdea” (1990)
- Tapițerie „Lâna de aur” (1990)
- Pânză „Zi de regret” (1990)
- Pânză „Vis” (1990)
- Pânză „Natură moartă” (1990)
- Pânză „Formare” (1990)
- Pânză „Revelație” (1990)
- Pânză „Ziua lumânărilor” (1991)
- Pânză „Inspirație” (1991)
- Placă memorială pentru Pavlov Kaspruk (1992)
- Pânză „Înger păzitor” (1992)
- Placă memorială pentru Eugenie Hacman (1993)
- Placă memorială pentru Oleg Oljici (1998)
- Pânză „Și bucurie și tristețe” (2000)
- Pânză „Binecuvântează, Dumnezeu” (2008)
- Pânză „Serhiy Paradzhanov în razele de glorie” (2008)
- Pânză „Cavalerii din Red Ruth” (2009)
- Placă memorială pentru Nazari Iaremciuk (2012)
- Pânză „Echilibrul sentimentelor” (2014)
- Pânză „Câmp gravitațional” (2015)
- Pânză „Inundație de pace” (2015)
- Pânză „O astfel de dispoziție” (2015)
- Pânză „Sferă cerească” (2015)
- Pânză „Intersecție de culoare” (2015)
- Pânză „Stai pe loc, moment” (2016)
- Pânză „Încet” (2016).

## Realizări
Artist onorat al Ucrainei (2009)

## Comemorare
Pe 14 septembrie 2017, a fost organizată o expoziție dedicată lui Artemii Prîseajniuk, în onoarea a ceea ce ar fi fost aniversarea de 70 de ani, în cadrul Centrului Cultural de Vernisaje din Cernăuți. Majoritatea operelor sale nu au fost expuse niciodată și reprezintă munca artistului din ultimii săi ani de viață.
Pe 16 decembrie 2022, în satul Cruglic, din regiunea Cernăuți, o stradă a fost numită în onoarea lui Artemii Prîseajniuk. 
La 25 iulie 2024, în Cernăuți, strada Lermontov a fost redenumită în strada Artemii Prysiazhniuk.

## Galerie

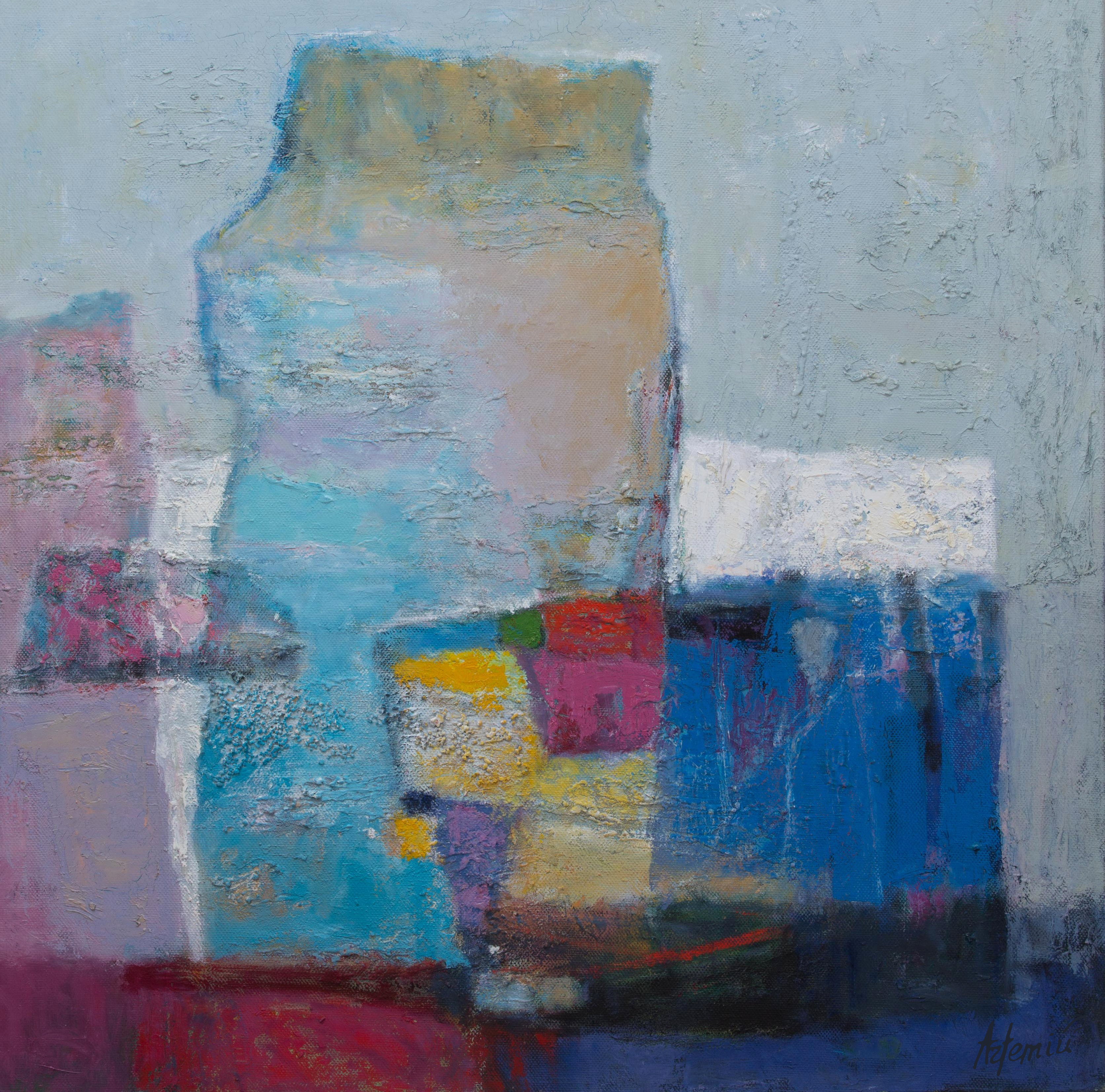
Siluete, 2015
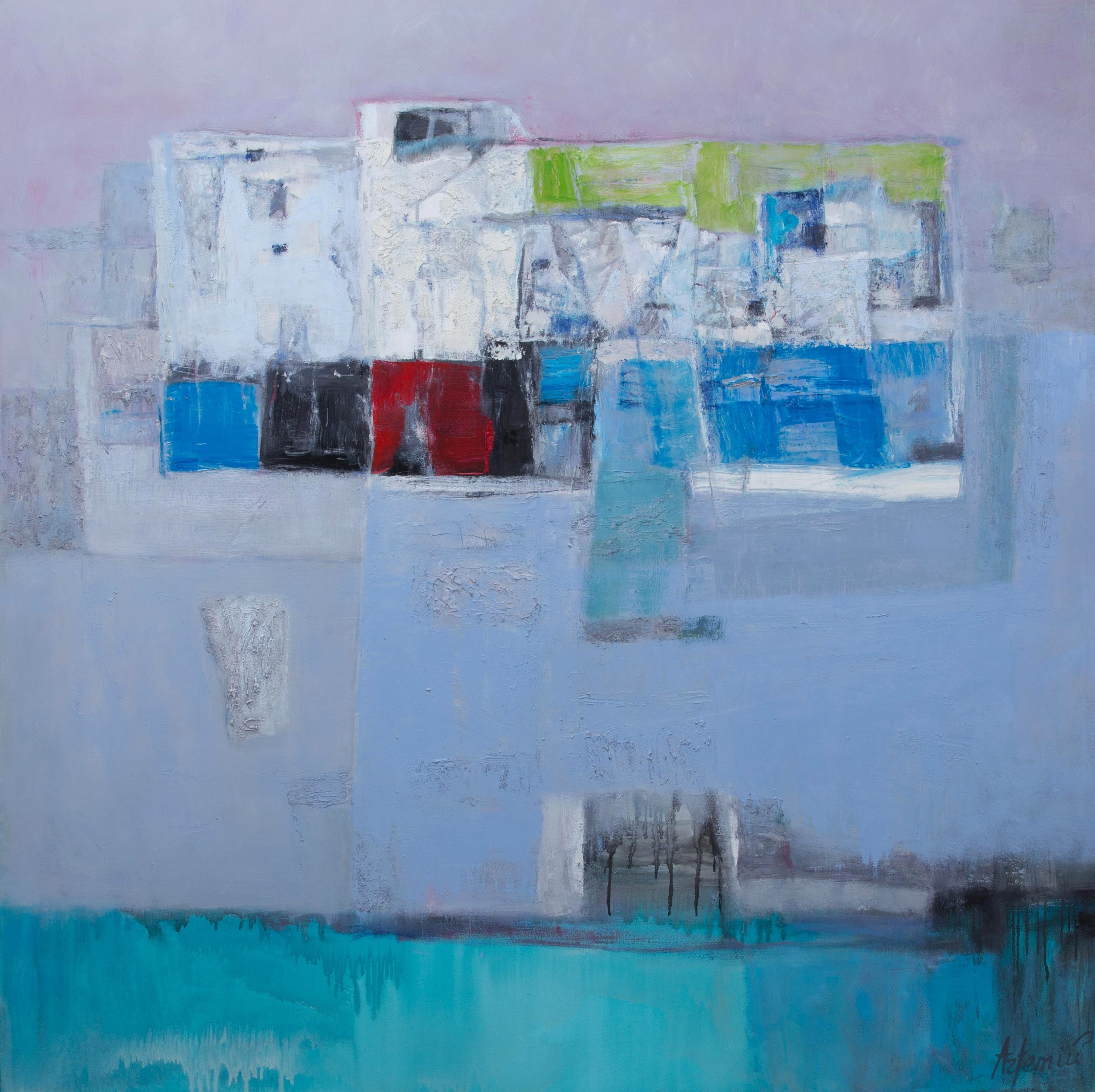
Câmpul de atracție, 2016
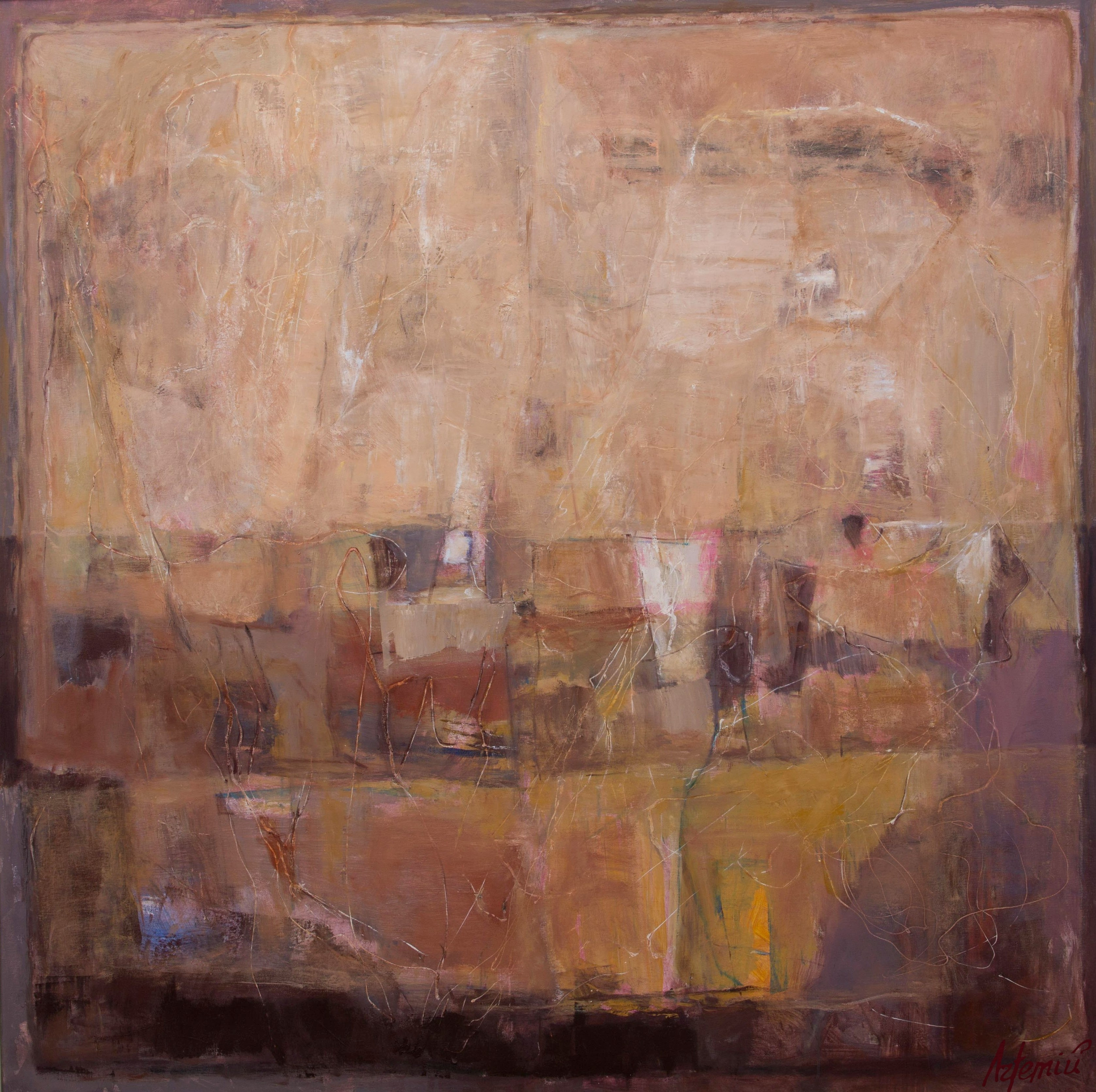
Поволі, 2015
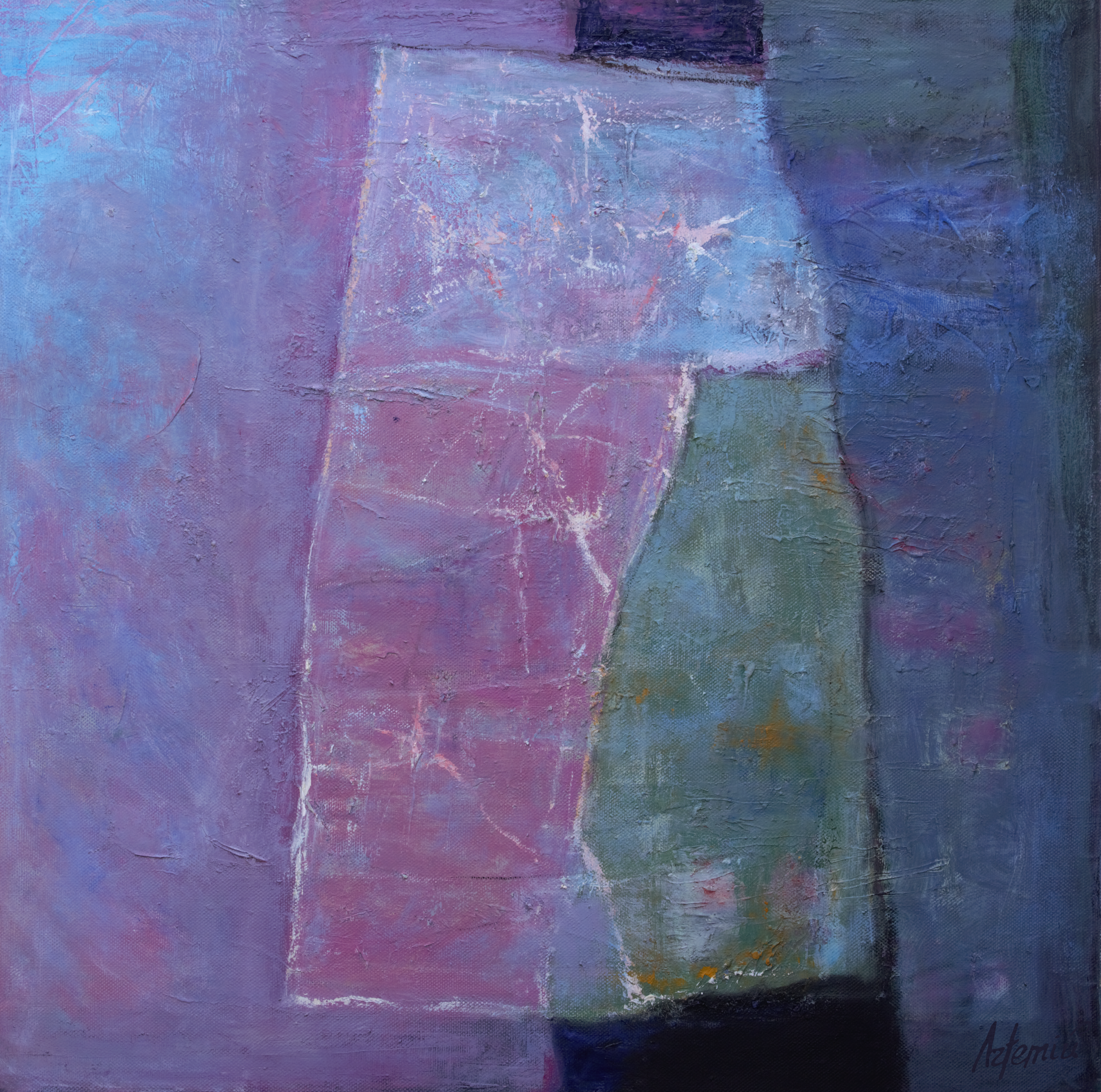
Corp în spațiu, 2015
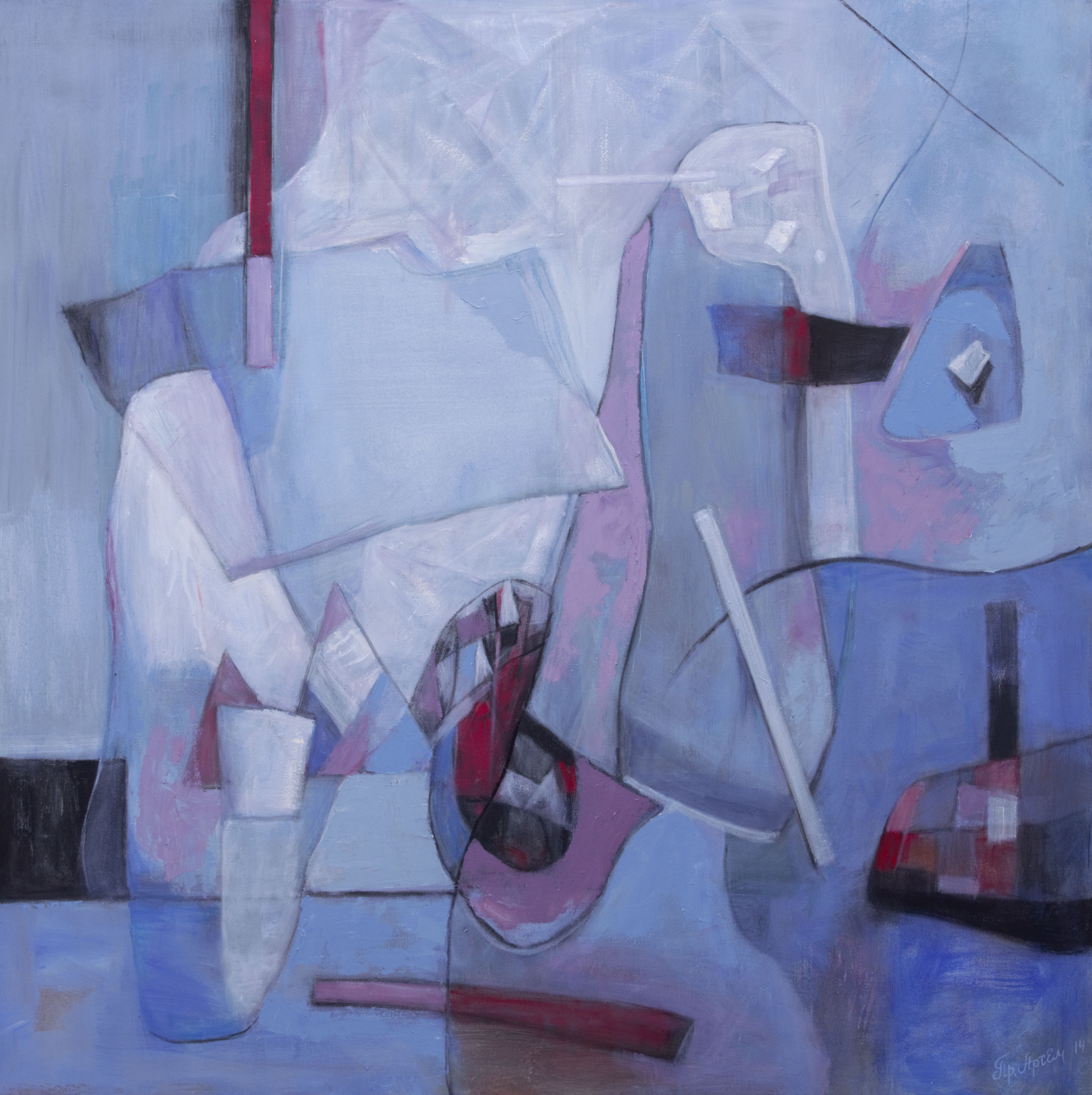
Începutul somnului, 2014
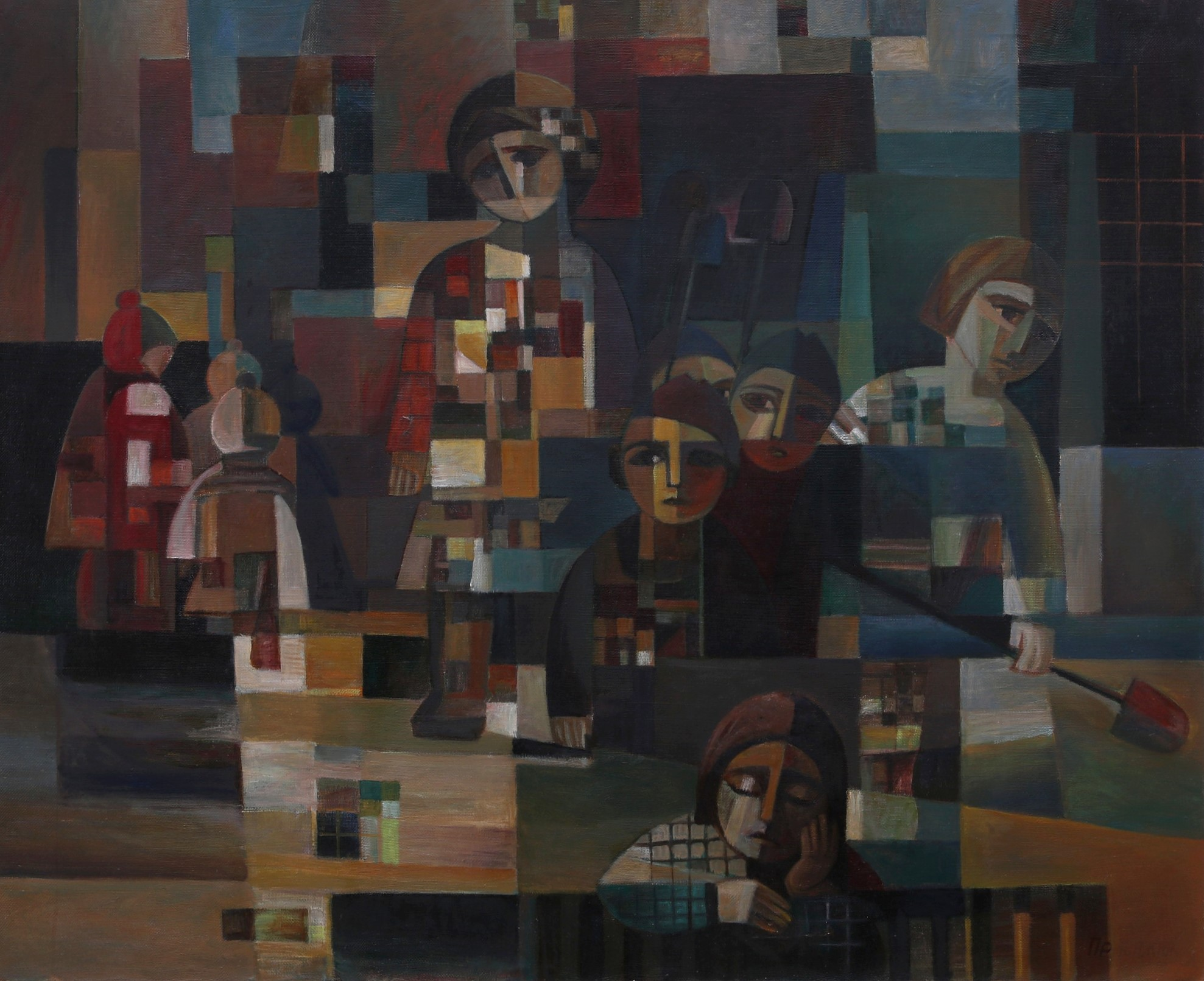
Internat, 1988
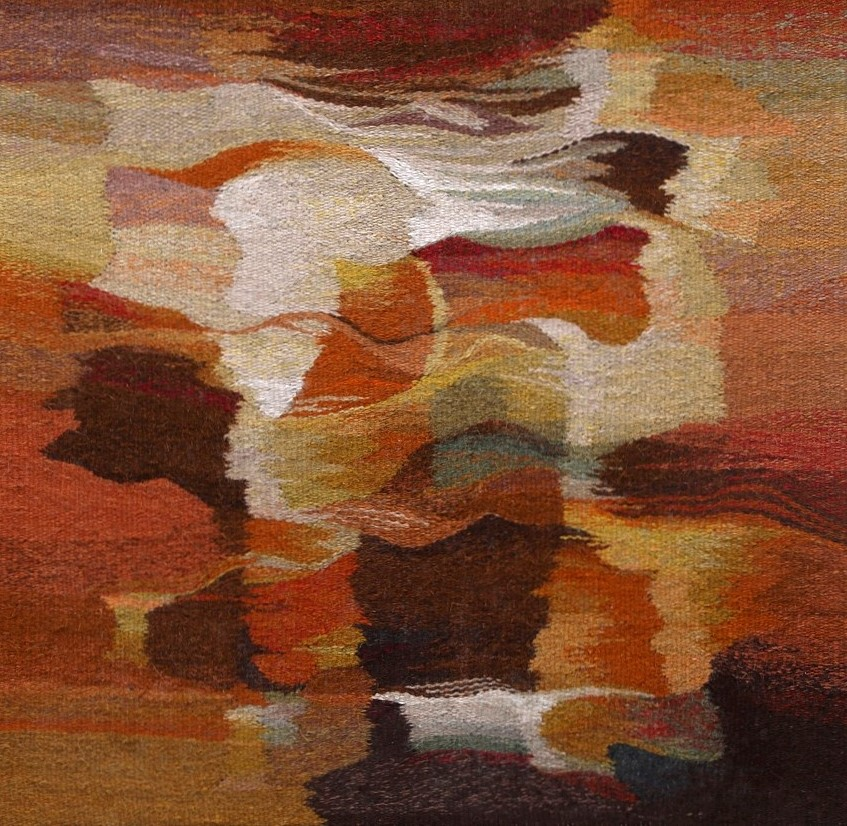
Lâna de aur, tapiserie, 1990
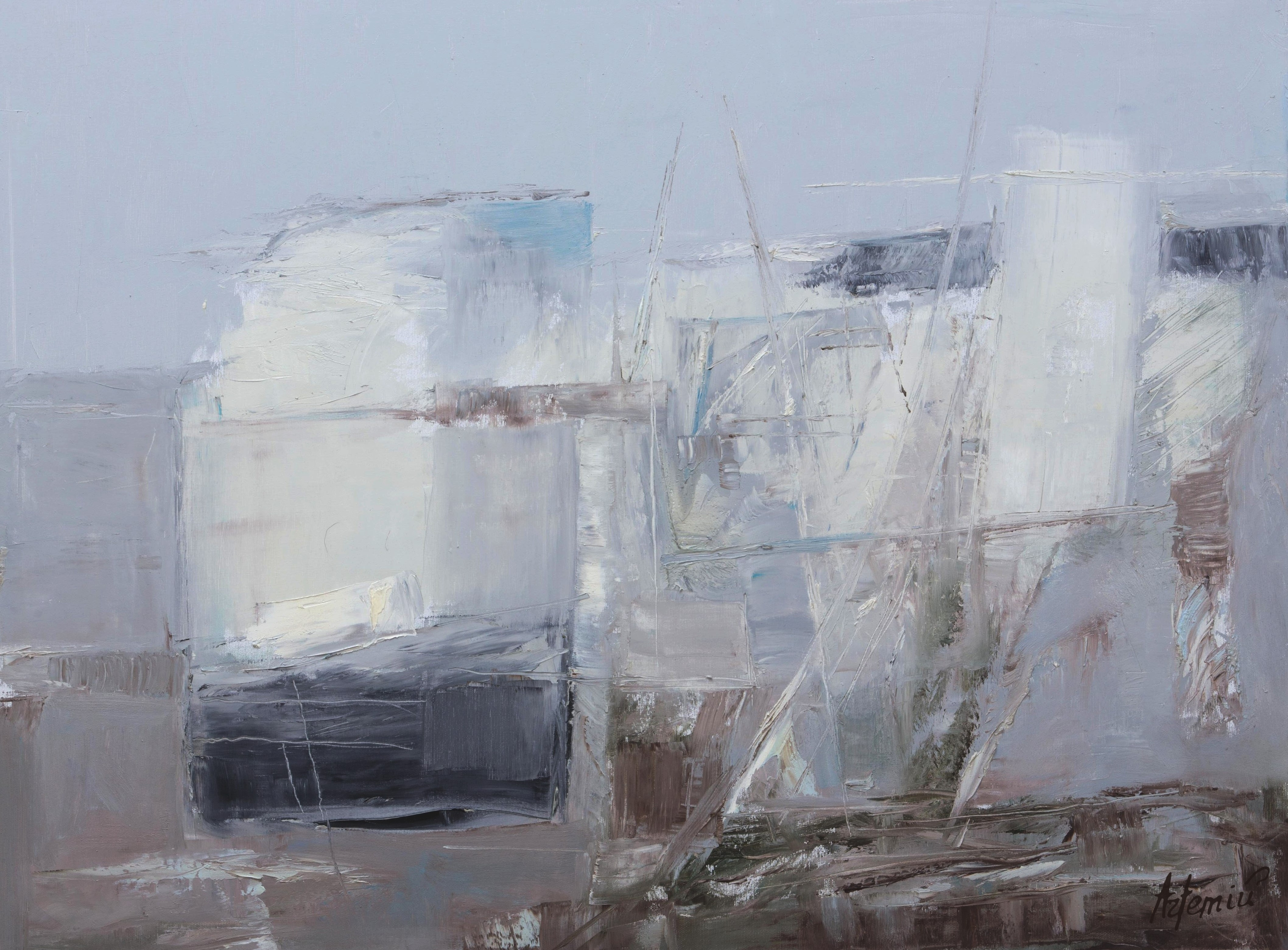
Visat, 2015
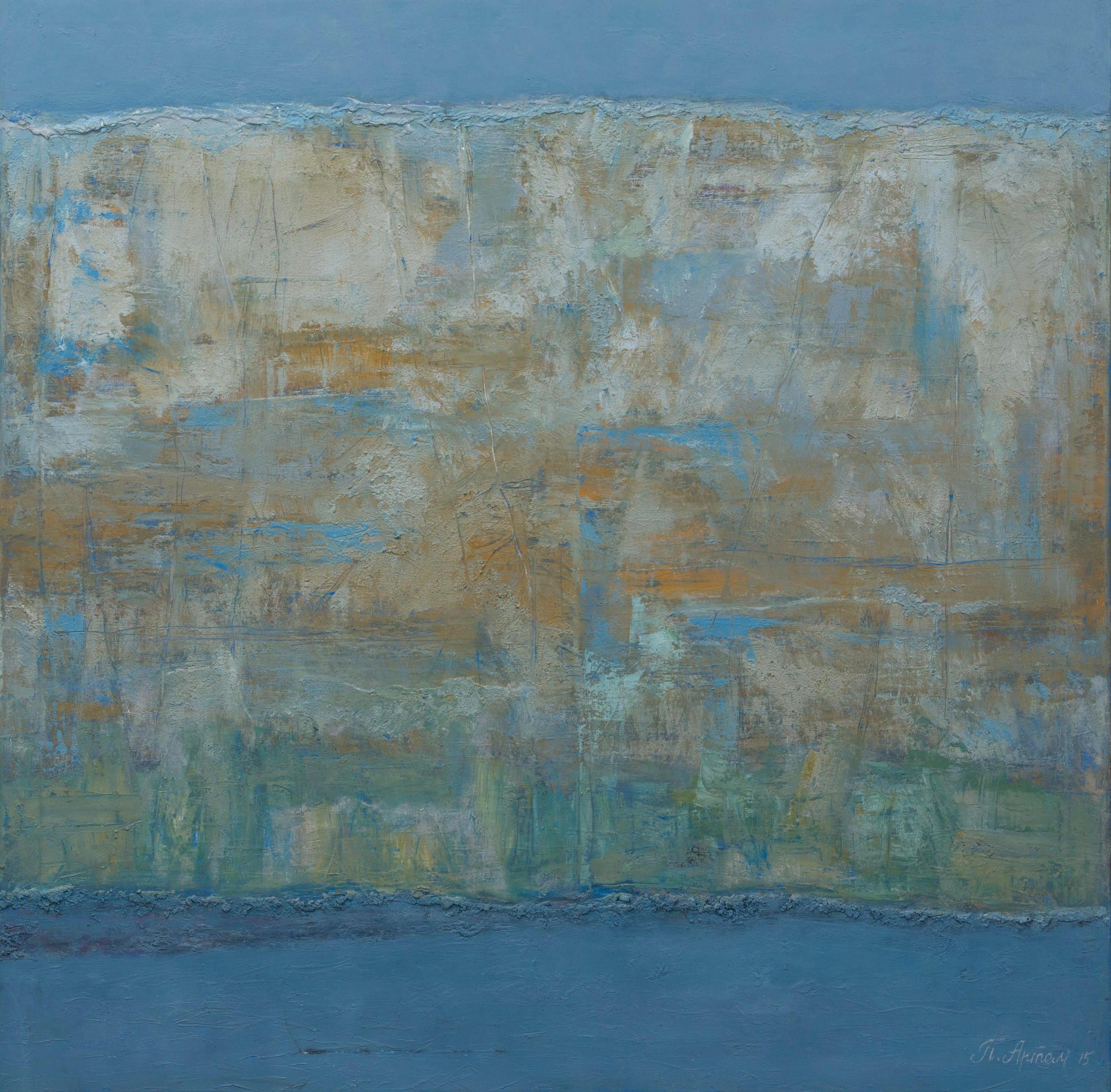
Inundație de calm, 2015
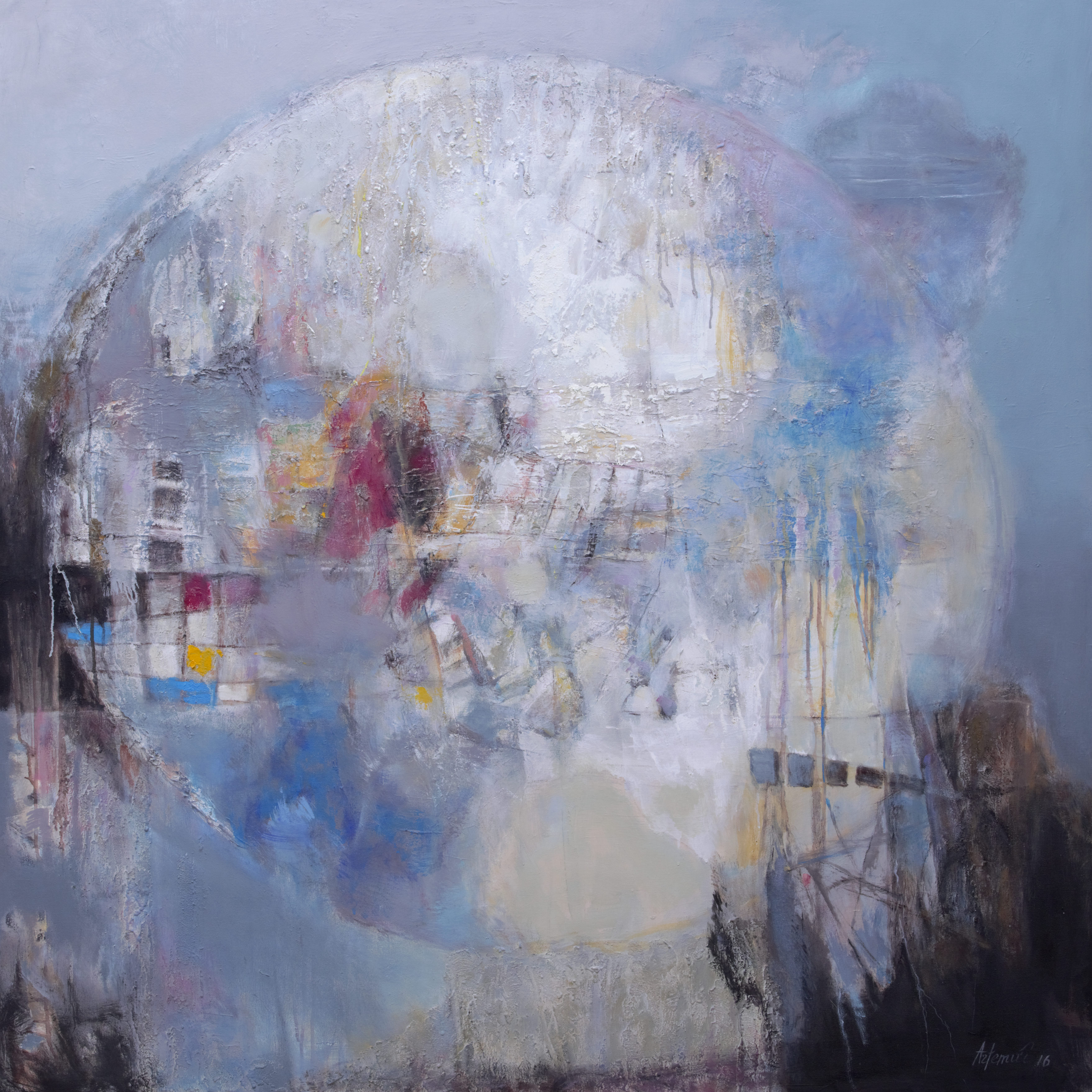
Sferă celestă, 2015
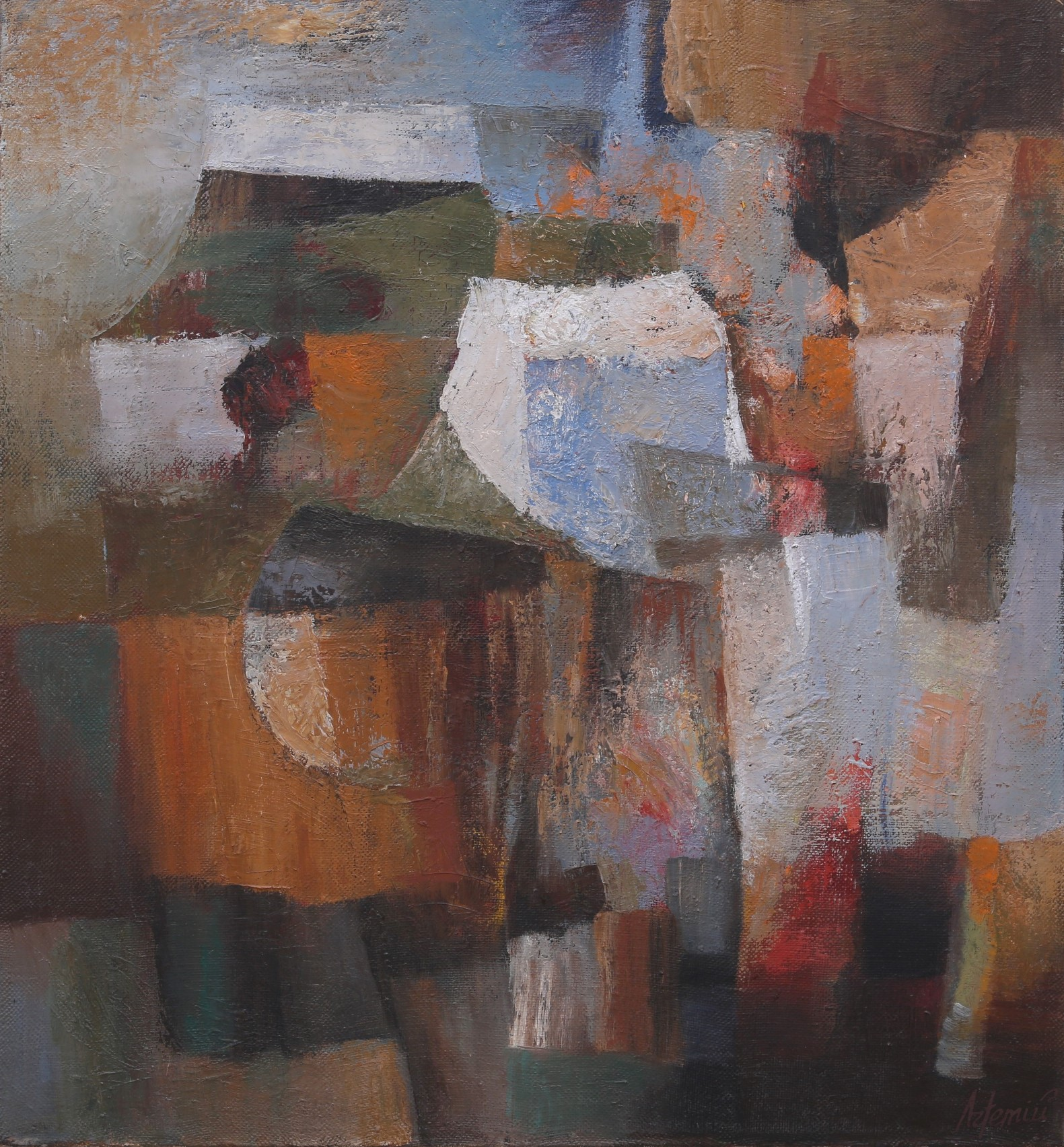
Trezirea, 1990
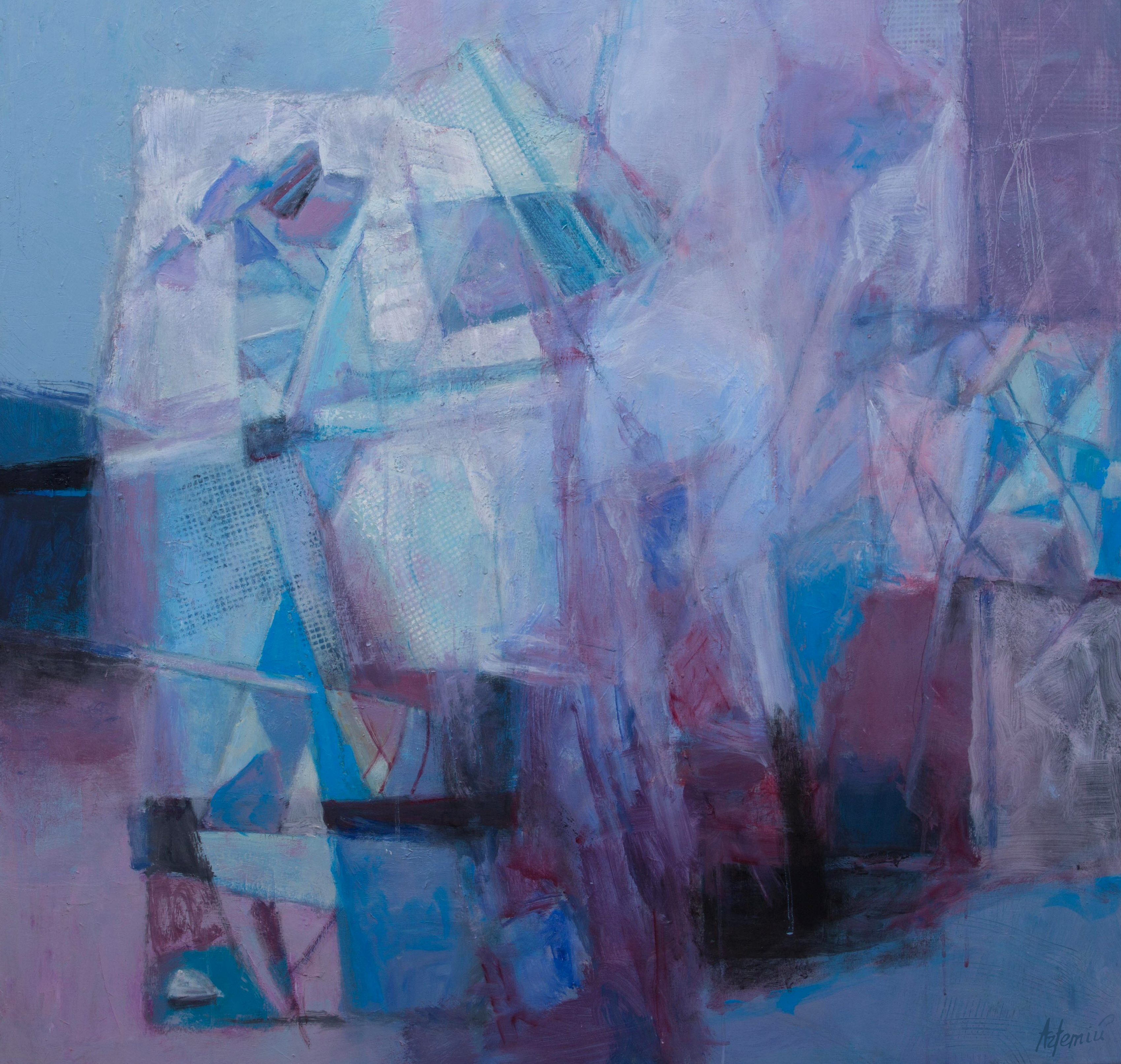
Ascultați muzica, 2016
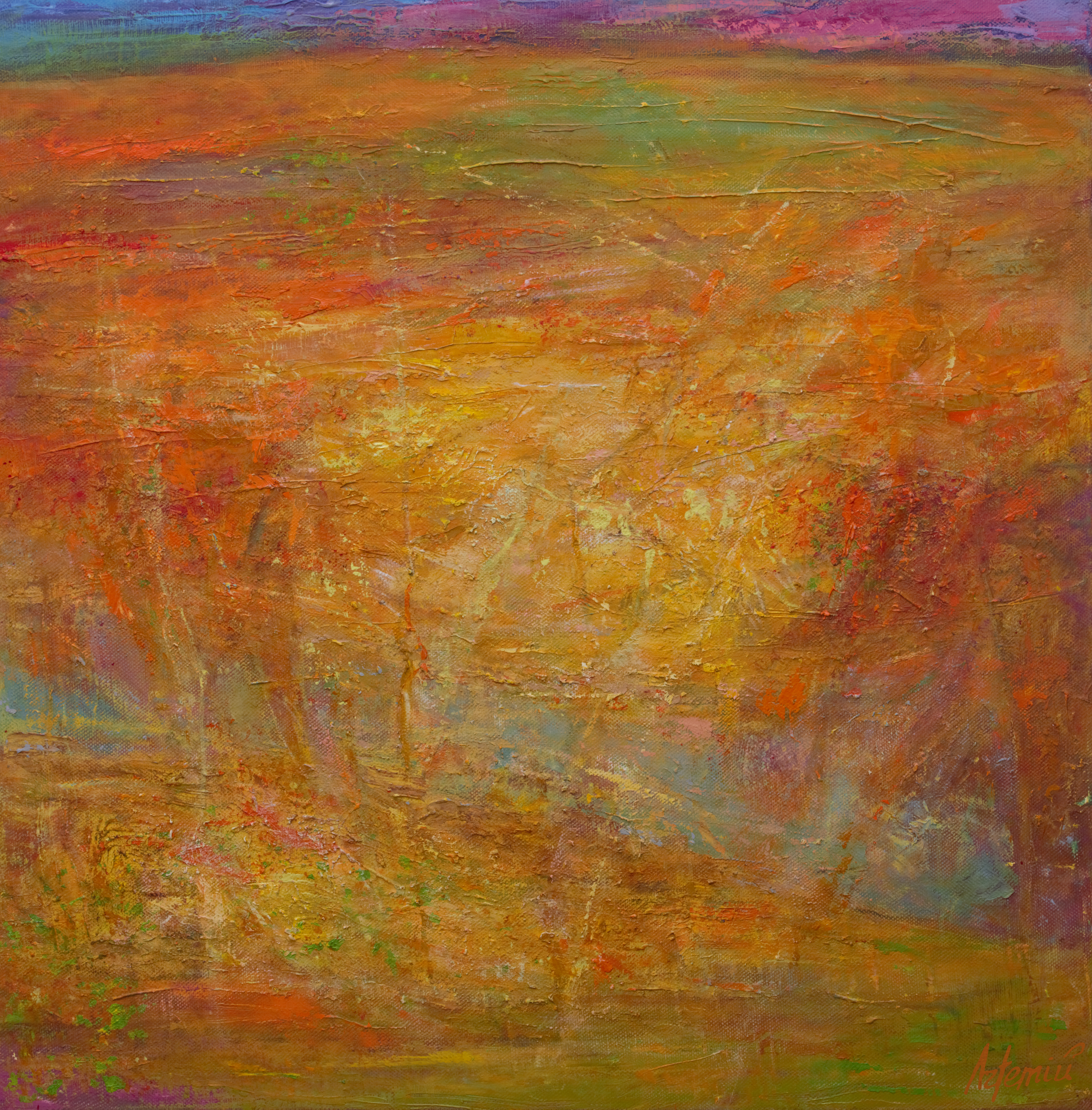
Grădina însorită, 2016